# Просвещение (Самарская область)
Просвещение — поселок в Кинель-Черкасском районе Самарской области, относится к сельскому поселению Кинель-Черкассы. 

## География
Находится на расстоянии примерно 7 километров по прямой на запад-юго-запад от районного центра села Кинель-Черкассы.

## Население
Постоянное население составляло 2 человека (русские 100%) в 2002 году, 8 в 2010 году.